# Otaio River
Der Otaio River ist ein Fluss in der Region Canterbury auf der Südinsel von Neuseeland.

## Geographie
Der rund 45,7 km lange Otaio River entspringt in The Hunters Hill, rund 270 m südwestlich des 1101 m hohen Mount Studholme, der die höchste Erhebung in der Bergkette darstellt. Von seinem Quellgebiet aus fließt der Otaio River zunächst bevorzugt in nördliche Richtung, um dann die Berglandschaft über den Otaio Gorge nach Osten hin zu verlassen und die letzten gut 24 km seines Flussverlaufes durch die östlich angrenzende Ebene bis zu seinem Mündungsgebiet zum Pazifischen Ozean, das rund 17 km südsüdwestlich von Timaru zu finden ist, fortzuführen.
Der Fluss ist schmal und besitzt ein flaches Flussbett. Im Sommer kann das Flussbett teilweise oder ganz austrocknen.
Kurz vor seiner Mündung in den Pazifischen Ozean, kreuzt der New Zealand State Highway 1 in einem Abstand von rund 500 m von der Küste entfernt den Fluss. Rund 100 m östlich parallel zum State Highway überquert ebenfalls die Eisenbahnlinie Main South Line den Otaio River.

## Wanderweg
Südlich am Quellgebiet des Otaio River führt der Mount Studholme Track, der über den Gipfel des Mount Studholme führt, vorbei. Der kleine Otaio River Track, der den Fluss nur auf einem kleinen Teilabschnitt begleitet, ist weiter nördlich zu finden und zweigt vom Ridge Track ab.